# Beatriz Argüello
Beatriz Argüello Rodríguez (Madrid, 15 de noviembre de 1975) es una actriz y directora española, hija del actor de teatro José Luis Argüello. Ha desarrollado una amplia carrera en teatro junto a los mejores directores españoles desde que dejó la danza al descubrir la literatura y comenzó a estudiar interpretación en el Teatro de la Abadía. Durante su carrera profesional hasta la fecha ha participado en más de una veintena de montajes de diversas compañías, con directores como: Xabier Albertí, Helena Pimenta, Miguel del Arco, Juan Carlos Pérez de la Fuente, José Luis Gómez, Eduardo Vasco, Gerardo Vera, José Pascual, Carlos Marchena y Götz Loepelmann, entre otros.

## Distinciones

### Premios
- Premio Miguel Mihura a la mejor actriz de Teatro 2017[1]

### Nominaciones
- Nominada a los Premios Talía a la mejor actriz de Teatro  2022[2]

## Trayectoria

### Teatro Dirección
- Viejos Tiempos [3]de Harold Pinter, Teatro Abadía (2025).
- Valor, Agravio y Mujer,[4] de Ana Caro de Mallén, Compañía Nacional de Teatro Clásico (CNTC).(2023).
- El Caballero Encantado,[5] de Benito Pérez Galdós, lectura dramatizada. Teatros del Canal.
- Estaciones de Isadora,[6] de Hugo Pérez de la Pica, sala Margarita Xirgu. Teatro Español.

### Ayudantías de dirección
- Lo Fingido Verdadero[7] de Lope de Vega, dirección de Lluís Homar en la Compañía Nacional de Teatro Clásico (CNTC).
- La Gota de Sangre[8] de Emilia Pardo Bazán, dirección de Juan Carlos Pérez de la Fuente. Teatros del Canal.

### Teatro Actriz
- Carmen, nada de nadie,[9] dirigida por Fernando Soto en el Teatro Español sala Margarita Xirgu (2024).
- Monstruos. El prodigio de los dioses,[10] dirigida por David Boceta en el Festival de Almagro. (2023).
- La Cordura Loca de Lady Macbeth,[11] dirigida por Irina Kouberskaya en el Teatro Tribueñe, (2022).
- Queen Lear,[12] dirigida por Natalia Menéndez en la Teatro Español, (2022).
- El Príncipe Constante,[13][14] dirigida por Xavier Albertí en la Compañía Nacional de Teatro Clásico (CNTC), (2020).
- El Castigo sin Venganza,[15][16] dirigida por Helena Pimenta en la Compañía Nacional de Teatro Clásico (CNTC), (2018 / 2019).
- Sueños de Quevedo, dirigido por Gerardo Vera en la CNTC, (2018).
- Refugio de Miguel del Arco, dirigido por Miguel del Arco en el Centro Dramático Nacional (CDN), (2017)
- Estaciones de Isadora de Hugo Pérez de la Pica en el Teatro Español, (2016).
- Numancia[17] de Cervantes, dirigido por Juan Carlos Pérez de la Fuente en el Teatro Español, (2016).
- La Dogaresa,[18] zarzuela de Antonio López Monís en el Teatro de la Zarzuela, (2015).
- La Celestina y La Vida es Sueño,[19] proyecto de José Luis Gómez para la RAE. (2014)
- Don Juan de Zorrilla,[20] dirigido por Blanca Portillo en la Compañía Nacional de Teatro Clásico (CNTC), (2014 / 2015).
- Como gustéis de Shakespeare, dirigido por Marco Carniti en el CDN, (2014).
- Kafka enamorado[21] de Luis Araújo, dirigida por José Pascual en el Centro Dramático Nacional (CDN), (2013 / 2014).
- Noche de Reyes de Shakespeare, bajo la dirección de Eduardo Vasco en el Teatro de la Abadía, (2012).
- Un bobo hace ciento de Antonio de Solís, dirigida por Juan Carlos Pérez de la Fuente en la Compañía Nacional de Teatro Clásico (CNTC), (2011).
- 4.48 Psicosis monólogo de Sarah Kane, con dirección de Carlos Aladro, (2011).
- El mágico prodigioso de Calderón de la Barca, dirigida por Juan Carlos Pérez de la Fuente, (2010).
- El caballero de Olmedo de Lope de Vega, bajo la dirección de José Pascual con la Compañía Nacional de Teatro Clásico (CNTC), (2004).
- Laberintos, monólogo de Manuel Molins, dirigido por Carlos Marchena, (2002).
- El cementerio de automóviles de Fernando Arrabal, dirección de Juan Carlos Pérez de la Fuente en el  Centro Dramático Nacional (CDN), (2000).
- La fierecilla domada de Shakespeare, dirigida por Carlos Marchena, (1999).
- Trabajos de amor perdidos de Shakespeare, bajo la dirección de Carlos Marchena, (1998).
- Fausto de Goethe, dirigida por Götz Loepelmann en el Teatro de la Abadía, (1998).
- La noche XII de Shakespeare, dirigida por Gerardo Vera en el Teatro de la Abadía, (1996).
- Retablo de la avaricia, la lujuria y la muerte de Valle-Inclán, con dirección de José Luis Gómez en el Teatro de la Abadía, (1995).
- Los pícaros, pasos y entremeses de Lope de Rueda y Cervantes, con dirección de Ángel Gutiérrez, (1994).
- La cabeza del dragón de Valle-Inclán, dirigida por Jesús Salgado, (1992).

### Musicales
- Grease, el musical, dirigido por Luis Ramírez (director artístico) en el Teatro Lope de Vega (Madrid)

### Televisión
| Año         | Serie                  | Personaje                      | Cadena                  | Notas        |
| ----------- | ---------------------- | ------------------------------ | ----------------------- | ------------ |
| 1999        | Petra Delicado         | Luisa                          | Telecinco               | 1 episodio   |
| 2000        | Robles, investigador   | Mireia                         | La 1                    | 1 episodio   |
| 2000        | Hospital Central       |                                | Telecinco               | 1 episodio   |
| 2000 / 2006 | El comisario           | -                              | Telecinco               | 2 episodios  |
| 2001        | Mi teniente            | Pilar González Nieto           | La 1                    | 5 episodios  |
| 2003 - 2004 | Un lugar en el mundo   | -                              | Antena 3 / Neox         | 6 episodios  |
| 2004        | Aquí no hay quien viva | Yolanda / Pedro                | Antena 3                | 1 episodio   |
| 2007 - 2009 | MIR                    | Pilar Rojas                    | Telecinco               | 25 episodios |
| 2009        | Hay alguien ahí        | María José Campos              | Cuatro                  | 2 episodios  |
| 2012        | Carmina                | Belén Ordóñez adulta           | Telecinco               | 2 episodios  |
| 2014        | El Rey                 | Pilar de Borbón                | Telecinco               | 2 episodios  |
| 2015        | Víctor Ros             | Reme                           | La 1                    | 1 episodio   |
| 2017        | Servir y proteger      | Inmaculada "Inma" Nieto Bustos | La 1                    | 6 episodios  |
| 2019 - 2020 | La que se avecina      | Doctora Iturriaga              | Telecinco / Prime Video | 6 episodios  |
| 2019 - 2020 | Amar es para siempre   | Julia Eguía Rodríguez          | Antena 3                | 99 episodios |
| 2019 - 2022 | Cuéntame cómo pasó     | Belén Serrano                  | La 1                    | 10 episodios |
| 2023        | Bosé                   | Paola Dominguín                | SkyShowtime /           | 1 episodio   |
| 2024        | La ley del mar         | Helena                         | À Punt / La 1           | 2 episodios  |

#### TV Movies
| Año  | Serie                                         | Personaje   | Cadena |
| ---- | --------------------------------------------- | ----------- | ------ |
| 2011 | Amar en tiempos revueltos: La muerte a escena | Ágata Villa | La 1   |

### Largometrajes
| Año  | Título                 | Personaje | Dirección                          |
| ---- | ---------------------- | --------- | ---------------------------------- |
| 1995 | Mujeres a flor de piel | Muchacha  | Patrick Alessandrin y Lisa Azuelos |
| 2000 | Báilame el agua        | Veronica  | Josetxo San Mateo                  |
| 2015 | A cambio de nada       | Fiscal    | Daniel Guzmán                      |

### Cortometrajes
| Año  | Título                     | Personaje | Dirección            |
| ---- | -------------------------- | --------- | -------------------- |
| 2012 | Copenhague                 | María     | Luis María Ferrández |
| 2010 | ¿Quién es Florinda Bolkan? | Elena     | Rubén Torrejón       |